# Agneza Szabo
Agneza Szabo (Rezovac, 28. listopada 1938.), hrvatska je povjesničarka. Bibliografija radova Agneze Szabo pokazuje kako se težište njezinih povijesnih istraživanja odnosi na hrvatsku povijest 19. stoljeća, iako nisu zapostavljena ni prijašnja razdoblja.

## Životopis
Agneza Szabo rođena je 28. listopada 1938. u Rezovcu kraj Virovitice. Nakon završene gimnazije u Osijeku zaposlila se, a potom redovito studirala povijest (pod A) i filozofiju (pod B) na Filozofskom fakultetu Sveučilišta u Zagrebu, diplomiravši povijest 1973. godine. Na istom je Fakultetu magistrirala, 1978. godine, i postigla doktorat znanosti, 1983. godine (doktorski rad: Društvena struktura nosilaca središnjih (političkih, privrednih i kulturnih) institucija u Zagrebu 1860. – 1873.: doktorski rad), iz područja hrvatske povijesti 19. stoljeća. U zvanje više znanstvene suradnice izabrana je 1985. godine. U povodu proslave 25. obljetnice Filozofskog fakulteta Družne Isusove u Zagrebu, 6. studenoga 2013. godine, primila je počasni doktorat (doctor philosophiae honoris causa).

## Znanstvena djelatnost
Zaposlena je kao kustos te muzejska savjetnica u Muzeju grada Zagreba od 1973. godine do umirovljenja, 2003. godine. Vanjska je suradnica u Zavodu za hrvatsku povijest Sveučilišta u Zagrebu od 1981. do 1993. godine gdje je radila na više projekata s povjesničarkom Mirjanom Gross. Na znanstvenom projektu za povijest humanističkih znanosti Hrvatske akademije znanosti i umjetnosti radi od 1994. do danas. Na Visokoj školi za poslovanje i upravljanje „Baltazar Adam Krčelić” u Zaprešiću od 2001. do 2008. godine nositeljica je kolegija Pregled hrvatske povijesti, a na dotičnoj instituciji predaje honorarno još i danas. Sudjelovala je na brojnim znastvenim simpozijima u zemlji i inozemstvu. Također bavi se i izučavanjem kršćanske duhovnosti.
Agneza Szabo objavila je 10 monografija iz područja hrvatske povijesti (samostalnih i koautorskih), uredila 9 knjiga i napisala više od 70 poglavlja u stručnim monografijama. Također je autorica više od 70 izvornih znanstvenih radova, i preko 600 ostalih radova (stručnih i popularnih članak, prikaza i recenzija knjiga) u časopisima iz različitih područja hrvatske povijesti: politička povijest, kultura, velikani hrvatske povijesti, posebnu pozornost posvećuje ulozi i značenju žene u hrvatskoj povijesti i kulturi, također je istraživala povijest gradova i dr. Objavila je blizu 50 izvornih znanstvenih radova s međunarodnih i domaćih znanstvenih skupova (pretežito na hrvatskom, te na njemačkom i engleskom jeziku), kao i 27 jedinica za leksikone a dala je i mnoge intervjue za naše listove. Održala je brojne seminare za nastavnike povijesti i još drži javna predavanja iz hrvatske povijesti. Stalna je suradnica više katoličkih glasila te članica nekoliko uredništava za časopise i zbornike iz hrvatske povijesti.
Od 1992. do 2000. godine dr. Szabo je pri Ministarstvu prosvjete i športa Republike Hrvatske stručna savjetnica za udžbenike povijesti u osnovnim i srednjim školama, uklanjajući jugokomunističku ideologiju u knjigama i hrvatskim povijesnim zemljovidima. Autorica je programa za nastavu povijesti u osnovnim školama i gimnazijama, te srednjim stručnim školama u Hrvatskoj, Bosni i Hercegovini, kao i za Hrvate u iseljeništvu u europskim zemljama. Bila je suradnica Hrvatskog nacionalnog obrazovnog standarda (HNOS-a) 2005. godine. Od 1992. do 2000. godine Agneza Szabo stalna je suradnica Hrvatske televizije na teme „Prošlost u sadašnjosti”, te Hrvatskoga radija (1. i 3. program), gdje je objavila više od 300 samostalnih emisija iz hrvatske povijesti i kulture. Od 2001. godine uređuje i vodi emisiju ”Velikani hrvatske povijesti” na Radio Mariji, a sudjeluje i u emisijama Hrvatskoga katoličkog radija.  

## Društveno-adminostrativna djelatnost
Članica je Matice hrvatske, Društva za povijest Zagrebačke nadbiskupije “Tkalčić” (dopredsjednica upravnog odbora u trećem mandatu), Društva hrvatsko-slovačkog prijateljstva (članica upravnog odbora u dva mandata), zatim počasna članica Družbe „Braća hrvatskog zmaja” i Hrvatskog katoličkog društva prosvjetnih djelatnika. Bila je članica Vrhbosanske dijecezanske povijesne komisije u Sarajevu za beatifikaciju sluge Božjega Josipa Stadlera, imenovana od kardinala Vinka Puljića.

## Djela
Nepotpun popis:
- Društvena struktura nosilaca središnjih (političkih, privrednih i kulturnih) institucija u Zagrebu 1860. – 1873.: doktorski rad, Zagreb, 1983.
- Središnje institucije hrvatske u Zagrebu: 1860. – 1873. Sv. 1: društvena struktura nosilaca političkih i privrednih institucija, Zagreb, 1987.
- Središnje institucije Hrvatske u Zagrebu: 1860. – 1873. Sv. 2: društvena struktura nosilaca kulturnih institucija i članova vodeće grupe, Zagreb, 1988.
- Karlovac na razmeđu stoljeća: 1880-1914, Zagreb, 1989. (suautorica Marija Vrbetić)
- Prema hrvatskome građanskom društvu: društveni razvoj u civilnoj Hrvatskoj i Slavoniji šezdesetih i sedamdesetih godina 19. stoljeća, Zagreb, 1992. (suautorica Mirjana Gross)
- Ivan Krstitelj Tkalčić. O staroj zagrebačkoj trgovini i obrtima. Zagreb, 1999. (prir.)
- Povijest zagrebačke Klasične Gimnazije: 1607. – 2007., Zagreb, 2007. (suautor Ivo Goldstein)
- Ban Šokčević i njegovo doba, Vinkovci, 2011.

## Nagrade
- 1993.: Dobitnica je nagrade “Josip Juraj Strossmayer” iz područja humanističkih znanosti Hrvatske akademije znanosti i umjetnosti.
- 1994.: Priznanje Hrvatskog olimpijskog odbora za suradnju u časopisu “Povijest hrvatskoga športa”
- 1996.: Priznanje lista mladih MI
- 1997.: Priznanje Gradskog poglavarstva Gline za stručnu suradnju u pogledu podizanja spomenika banu Josipu Jelačiću.
- 1997.: Posebno priznanje Klasične gimnazije u Zagrebu u povodu 390. obljetnice.
- 1998.: Zahvalnica Društva hrvatskih intelektualki za doprinos i suradnju u ostvarenju projekta ”Pružimo potporu povratnicima”.
- 1999.: Odlukom predsjednika Republike Hrvatske dr. Franje Tuđmana odlikovana je Redom Danice hrvatske s likom Marka Marulića.
- 2007.: Zahvalnica Visoke škole za poslovanje i upravljanje „Baltazar Adam Krčelić” u Zaprešiću za razvoj studijskih programa i kvalitetan rad sa studentima.
- 2007.: Posebno priznanja Klasične gimnazije u Zagrebu u povodu 400. obljetnice.

## Vanjske poveznice
- Dr. sc. Agneza Szabo, povjesničarka: Stadler je želio Bosnu „preobraziti u Kristu“  Arhivirana inačica izvorne stranice od 27. travnja 2014. (Wayback Machine), Katolički tjednik